# Natron
Natriumhydrogencarbonat eller natron, også kaldet  natriumbicarbonat eller tvekulsurt natron, er et salt af kulsyre og har formlen NaHCO3. Som tilsætningsstof har det E-nummer E 500. 

## Egenskaber
Ved simpel opvarmning fraspaltes vand og kuldioxid, og der dannes soda (Na2CO3):
2 NaHCO3 → Na2CO3  + H2O + CO2
Hvis der er syre til rådighed, dannes der ikke soda, men kun vand og kuldioxid
H+ + NaHCO3 → Na+ + H2O + CO2
Natron må ikke forveksles med natriumcarbonat, også kaldet soda (Na2CO3).
Det engelske ord for natron er baking soda, men det fejloversættes ofte til bagepulver (baking powder).

## Anvendelse
Natron bruges som hævemiddel ved bagning. Under opvarmning af natron frigives der kuldioxid (CO2) og soda (Na2CO3).  Kuldioxiden får dejen til at hæve ved at lave gasbobler i dejen. 
Der frigives også CO2 ved opløsning af natron i syrer. Dannelsen af kuldioxidgas i den sure væske giver anledning til en brusen. Dette bruges i brusetabletter, som for eksempel kan indeholde citronsyre og natron.
Bagepulver er en blanding af natron og en syre (H+). Ren natron bør helst kun bruges i dej, som indeholder syre, da der ellers dannes soda, som giver bagværket en let sæbeagtig smag. Den specielle smag udnyttes i nogle traditionelle brød og kager, f.eks. soda bread og brownies, der dog også tit indeholder sure ingredienser, f.eks. kærnemælk eller citron.
Natron kan også bruges til lettere rengøring og som lugtfjernende middel i f.eks. køleskabe.

## Alternative ældre betydninger
Natron er et kemisk navn i brug fra gammel tid, hvor kemisk viden var i sin barndom og terminologien mere løs. Det kan bruges om flere stoffer. 
- Natron var oprindeligt den korrekte betegnelse for natriumoxid Na2O.
- En vandig opløsning af natriumhydroxyd NaOH blev tidligere kaldt natronlud, eller blot forkortet til natron. Det dannes ved at opløse natriumoxid Na2O (natron) i vand. Dog skal nævnes, at natriumhydroxyd, som blev forkortet til natron, intet har at gøre med natron, som man kender det i dag. Natriumhydroxyd betegnes i dag som kaustisk soda eller afløbsrens, som er stærkt ætsende.
- Den gamle betegnelse for natriumcarbonat Na2CO3 er kulsurt natron eller soda, hvilket i folkemunde kan forveksles med tvekulsurt natron (forkortet natron).